# Шуга (фильм)
«Шуга» (каз. Шұға) — фильм казахстанского режиссёра Дарежана Омирбаева, основанный на романе Льва Толстого «Анна Каренина», его свободная интерпретация.

## История создания и показы
Премьера фильма в Казахстане состоялась 18 июня 2008 года, в последний день французско-казахстанского кинофестиваля, проходившего в Астане. «Шуга» была также представлена на фестивале «Московская премьера».
По словам самого Дарежана Омирбаева картина изначально должна была носить название «Айнур». Но Айнур Турганбаева, исполнительница главной роли, сочла странным для себя играть героиню со своим именем, поэтому он изменил его на «Шугу». Оно же служит отсылкой к «Памятнику Шуги», первой и самой значительной повести классика современной казахской литературы Беимбета Майлина, которую Омирбаев ранее задумывал экранизировать. Причиной же выбора романа Льва Толстого для постановки, помимо давнего увлечения режиссёром русской литературой, послужила и кинематографичность «Анны Карениной». Роль Аблая (прототип — Алексей Вронский) исполнил Айдос Сагатов, известный в Казахстане певец и музыкальный деятель. 
Фильм был удостоен специального приза жюри на IV международном кинофестивале «Евразия», проходившем в октябре 2007 года, и на 29-м фестивале Трёх континентов во французском Нанте, проходившем в следующем месяце.

## Критика
Картина Омирбаева была отмечена во Франции, где она, например, вошла в 10 лучших фильмов года по версии Cahiers du Cinéma.
Асима Ишанова, доктор филологических наук, сравнила стилистику фильмов Омирбаева с работами японского режиссёра Ясудзиро Одзу, отличавшимися минимализмом в словах и выражении эмоций. Она похвалила фильм за правдоподобное отображение современных реалий. Исследовательница выделила более упрощенный по сравнению с Вронским образ Аблая, представляющего собой тип современного успешного алмаатинца. Режиссёр, по её мнению, среди двух избранников своей Анны Карениной отдаёт явное предпочтение юноше из аула, олицетворяющего собой национальную самобытность.